# 菲尼克斯太阳能
菲尼克斯太阳能 (Phoenix Solar AG)是德国一家经营系统集成业务的太阳能公司。该公司专业从事大型光伏发电站的设计，建造和运营，以及光伏系统，太阳能电池组及相关设备的批发业务。

## 历史
菲尼克斯太阳能(Phoenix Solar AG)最早诞生于1994年，因其首次提出“能源消费者合作”理念而为人所知。1999年11月18日公司正式成立，并且于2000年1月7日完成公司商业注册手序。在2007年5月25日公司年会上，全体股东通过表决一致同意将公司名由"Phönix SonnenStrom AG"更改为"Phoenix Solar AG"（菲尼克斯太阳能）。菲尼克斯太阳能公司总部设在慕尼黑西北部的Sulzemoos，在德国设立营业部，并在意大利，西班牙，希腊，新加坡和澳大利亚均设有分公司。
自2004年11月18日起，公司开始在慕尼黑, 法兰克福, 柏林 / 不莱梅和斯图加特等城市的OTC股票交易所销售"Phoenix SonnenAktie"股票。2005年7月27日在M: access exchange （慕尼黑证券交易所中小企业股票交易部门）开始股票交易后，菲尼克斯太阳能(Phoenix Solar AG)打开了获取更多额外资本和投资群体的渠道。2006年6月27日，菲尼克斯公司股票正式宣布上市，并在法兰克福证券交易所(主板市场)开始股票交易。2008年3月，菲尼克斯太阳能股票加入TecDAX指数公司。